# Liérganes
Liérganes est une municipalité et localité espagnole située dans la communauté autonome de Cantabrie. Il est bordé au nord par Medio Cudeyo, à l'est par Riotuerto, au sud par Miera et à l'ouest par Penagos. Le territoire est traversé par le fleuve Miera, qui alimente la station thermale de Liérganes. Il est considéré comme l'un des plus beaux villages d'Espagne.